# Клагенфурт (аеропорт)
Аеропорт Клагенфурт-ам-Вертерзе, або Аеропорт Клагенфурт або Аеропорт Альпе-Адріа ((IATA: KLU, ICAO: LOWK) нім. Flughafen Klagenfurt) - аеропорт Клагенфурта, шостого за величиною міста в Австрії. Розташований в містечку Аннабіхль, за 2,8 км до північного сходу від центру міста Клагенфурта.
Найближчий великий міжнародний аеропорт - Любляна в Словенії близько 70 км на південь.

## Авіалінії та напрямки
| Авіакомпанія      | Пункт призначення       |
| ----------------- | ----------------------- |
| Austrian Airlines | Відень                  |
| easyJet           | Сезонний: Лондон-Гатвік |
| Eurowings         | Кельн-Бонн              |
| Transavia         | Сезонний: Роттердам     |